# Mao Bảo
Mao Bảo (chữ Hán: 毛宝, ? – 339), tên tự là Thạc Chân, người Dương Vũ, Huỳnh Dương , là tướng lĩnh nhà Đông Tấn, có công tham gia dẹp loạn Tô Tuấn, về sau theo Dữu Lượng bắc phạt, bị Hậu Triệu đánh bại rồi chết đuối ở Trường Giang.

## Dẹp loạn Tô Tuấn
Ông được Vương Đôn dùng làm Lâm Tương lệnh. Đôn chết rồi, được làm Bình nam tham quân cho Ôn Kiệu. Tô Tuấn làm phản, theo Kiệu đi dẹp. Kiệu nhiều lần kêu gọi Chinh tây tướng quân Đào Khản cùng đi nhưng không được, có ý buông xuôi. Bảo khuyên kiên trì, ông ta nghe theo, cuối cùng thuyết phục được Khản. Ông lãnh ngàn người làm tiền phong cho Kiệu, cùng đến Gia Tử Phố.
Ban đầu Kiệu cho rằng người miền nam quen thủy chiến, phản quân quen bộ chiến, muốn lấy sở trường để chế ngự kẻ địch, nên lệnh cho ba quân không được lên bờ. Khi ấy Tô Tuấn tặng vạn hộc gạo cho Tổ Ước, Ước sai bọn tư mã Hoàn Phủ đi đón, Bảo nói với bộ hạ: "Theo binh pháp, quân lệnh cũng có lúc không thể giữ, (bây giờ) không lên bờ sao được!" rồi ra sức chiến đấu, lấy hết số gạo ấy, giết hơn vạn địch quân, khiến Ước phải chịu đói. Kiệu khen ngợi ông, xin cho làm Lư Giang thái thú.
Ước sai bọn Tổ Hoán, Hoàn Phủ tập kích Bồn Khẩu, Đào Khản muốn tự đi đánh, Bảo cho rằng ông ta là chủ tướng, xin đi thay, Khản nghe theo. Khi ấy Hoàn Tuyên đã bỏ Tổ Ước, bị Tổ Hoán, Hoàn Phủ vây đánh ở núi Mã Đầu, phải cầu cứu ông. Bộ tướng của Bảo đều cho rằng Tuyên vốn là bộ hạ của Ước, không đáng tin. Tuyên phải cho con trai là Nhung cầu xin lần nữa, ông mới cùng Nhung đi cứu. Chưa đến nơi, phản quân đã cùng Tuyên giao chiến. Lực lượng của Bảo thì ít, quân nhu lại thiếu thốn, nên bị Hoán, Phủ đánh bại. Ông trúng tên, xuyên qua đùi cắm vào yên ngựa, sai người giữ yên mà nhổ ra, máu chảy đầy ủng; trong đêm xuống thuyền, theo ánh sao mà chạy hơn trăm dặm. Sau khi dừng lại, Bảo trước khóc thương tướng sĩ trận vong, rồi mới chữa thương, trong đêm quay lại cứu Tuyên. Ông đến doanh trại của Tuyên, Hoán, Phủ đã lui đi. Bảo tiến đánh Tổ Ước, quân đến Đông Quan, phá Hợp Phì, ít lâu sau được gọi về Thạch Đầu. bấy giờ Tô Tuấn vẫn chưa bị dẹp, Khản muốn bỏ về, ông xin với Kiệu cho mình đi thuyết phục Khản, rồi gặp Khản dâng kế cướp lương của phản quân ở thượng du. Khản cho là phải, gia cho Bảo làm Đốc hộ. Ông đốt lương của Tô Tuấn ở Cú Dung, Hồ Thục, phản quân chịu đói, Khản bèn ở lại.
Tuấn chết rồi, Khuông Thuật dâng Uyển Thành đầu hàng. Khản sai Bảo giữ thành nam, Đặng Nhạc giữ thành tây. Hàn Hoảng đưa phản quân đến đánh, ông ở trên thành bắn chết mấy chục người. Hoảng hỏi Bảo rằng: "Anh là Mao Lư Giang phải không?" Ông đáp: "Đúng!" Hoảng nói: "Anh nổi tiếng tráng dũng, sao không ra đấu?" Bảo nói: "Anh cũng là kiện tướng, sao không vào đấu?" Hoảng cười mà lui đi. Dẹp loạn xong, ông được phong Châu Lăng huyện Khai quốc hầu, thực ấp 1600 hộ.

## Tham gia bắc phạt
Dữu Lượng giữ Kinh Châu, xin cho Bảo làm Phụ quốc tướng quân, Giang Hạ tướng, Đốc Tùy, Nghĩa Dương 2 quận, giữ Thượng Minh. Lại được thăng Nam trung lang. Theo Lượng dẹp Quách Mặc. Bình xong Mặc, cùng tư mã của Lượng là Vương Khiên Kỳ cứu Hoàn Tuyên ở Chương Sơn, phá được tướng Hậu Triệu là Thạch Ngộ, được tiến làm Chinh lỗ tướng quân. Lượng tính kế bắc phạt, dâng sớ giải chức Dự Châu, xin trao chức ấy cho Bảo. Vì thế có chiếu lấy ông làm Giám Dương Châu chi Giang Tây chư quân sự, Dự Châu thứ sử, tướng quân như cũ, cùng Tây Dương thái thú Phàn Tuấn đưa vạn người giữ Chu Thành. Thạch Hổ sai con là Thạch Giám cùng các tướng Quỳ An, Lý Thỏ đưa 5 vạn quân đến đánh. Bảo cầu cứu Lượng, nhưng ông ta cho rằng thành kiên cố, nên không điều quân. Thành vỡ, Bảo, Tuấn đưa tả hữu đột vây mà ra, ông cùng hơn 6000 người chết đuối trong khi vượt Trường Giang. Lượng nghe tin thì khóc rống lên, rồi phát bệnh mà chết.
Ban đầu triều đình cho rằng Bảo thua trận mà chết, xét công dẹp loạn Tô Tuấn nên không truy cứu, nhưng không được gia tặng, chỉ được tế tự. Năm Thăng Bình thứ 3 (359), triều thần cho rằng ông có công lớn, lại mất vì nước, không nên lấy đi tước vị, nên được khôi phục phong ấp. Con là Mục Chi kế tự.